# Lengenbachite
La lengenbachite est une espèce minérale du groupe des sulfosels, de formule (Ag,Cu)2Pb6As4S13, pouvant présenter des traces de fer et d'antimoine.

## Historique de la description et appellations

### Inventeur et étymologie
La lengenbachite a été décrite en 1904 par Solly ; elle fut nommée ainsi d'après sa localité type, la carrière de Lengenbach, dans le canton du Valais (Suisse).

### Topotype
- Carrière de Lengenbach, Im Feld (Imfeld ; Feld ; Fäld), Binntal, canton du Valais, Suisse[3]

## Cristallographie
- Paramètres de la maille conventionnelle : a = 18,45 Å, b = 11,68 Å, c = 70,16 Å, Z = 30 ; α = 90 °, β = 91,1 °,  γ = 90 ° V = 15 116,41 Å3
- Densité calculée = 7,05

### Propriétés physiques
HabitusLa lengenbachite se présente sous la forme de cristaux tabulaires lamellaires, fins et souvent courbés ou bouclés. La grande face plane des cristaux est striée parallèlement à la direction d'allongement. Les cristaux sont flexibles et malléables.

## Gîtes et gisements

### Gîtologie et minéraux associés
Gîtologiela lengenbachite est un minéral d'origine hydrothermale.
Minéraux associésgalène, pyrite, sphalérite, jordanite

### Gisements producteurs de spécimens remarquables
La lengenbachite est un minéral rarissime qui ne se trouve que dans deux occurrences suisses.
- Suisse

Carrière de Lengenbach, Im Feld (Imfeld ; Feld ; Fäld), Binntal, Canton du Valais 
Reckibach, Binn, Binntal, Canton du Valais